# The Last Days of Disco
The Last Days of Disco (bra: Os Últimos Embalos da Disco; prt: As Loucas Noites do Disco) é um filme estadunidense de comédia dramática de 1998, escrito e dirigido por Whit Stillman, vagamente baseado em suas viagens e experiências em várias casas noturnas de Manhattan, incluindo a Studio 54. Estrelado por Chloë Sevigny e Kate Beckinsale, o filme acompanha um grupo de formandos da Ivy League e do Hampshire College que se apaixonam e desapaixonam na cena disco de Nova Iorque no início dos anos 1980.
O filme foi lançado nos cinemas dos Estados Unidos em 12 de junho de 1998. Os lançamentos em DVD acabaram saindo de catálogo e o filme ficou amplamente indisponível para compra em vídeo doméstico até ser adquirido pela The Criterion Collection e lançado em uma edição especial aprovada pelo diretor em 25 de agosto de 2009. Junto a Metropolitan e Barcelona, uma cópia de The Last Days of Disco reside na biblioteca permanente de filmes do Museu de Arte Moderna.

## Temas
Como outros filmes de Stillman, The Last Days of Disco trata de estrutura social, de política sexual e de dinâmica de grupo. Os relacionamentos que florescem no clube são frequentemente expressos por meio de longas sequências de diálogo, com o humor seco característico de Stillman e suas "falas afiadas" frequentemente expressas de forma abrupta, especialmente por Charlotte e Josh.